# 376

## Nașteri
- dată necunoscută: Chiril al Alexandriei  (d. 444)
- dată necunoscută: Argotta  (d. ?)

## Decese
- dată necunoscută: Vithimiris  (n. ?)
- dată necunoscută: Vadim din Persia martir creștin din Persia (n. ?)